# 盐酸氨丙啉
盐酸氨丙啉是一种有机化合物，作为家禽的抗球虫剂出售。可抑制球虫对硫胺的摄取，从而抑制了球虫的发育。主要用于鸡球虫的防治，但禁用于产蛋鸡，也可用于牛、羊。它有许多国际非专利名称。